# 阴阳魔界电影拍摄事故
1982年7月23日凌晨，在电影版迷离境界拍摄期间，一架贝尔UH-1型直升机坠毁于美国加州圣克拉丽塔的Indian Dunes。这场事故导致地面上的三人（包括演员维克·莫罗）死亡，以及六名机上人员受伤。
这场事故促使电影产业改善了作业程序，并制定了新的片场安全标准。